# Parthenos sylvia
A Parthenos sylvia a tarkalepkefélék (Nymphalidae) családjában a fehérsávos lepkék (Limenitidinae) alcsaládjában a Parthenini nemzetség egyik faja. Eredetileg Kallima sylvia néven írták le. Miután átsorolták a Parthenos nembe, kimutatták, hogy valószínűleg azonos a Parthenos jaraensis (Staudinger) fajjal, ezért a modern nyilvántartásokban már többnyire ezen a néven említik. Más taxonómusok a Parthenos sylvia nevet tartották meg; ezekben a rendszerekben a Parthenos jaraensis nem szerepel.

## Előfordulása
Dél- és Délkelet-Ázsiában él az alábbi országokban:
- India (Nyugati-Ghátok, Asszám),
- Banglades,
- Mianmar,
- Srí Lanka,
- Malajzia,
- Fülöp-szigetek,
- Pápua Új-Guinea.

## Alfajok, változatok
Alfajai abc-sorrendben:
- Parthenos sylvia admiralia Rothschild, 1915
- Parthenos sylvia apicalis Moore, 1878
- Parthenos sylvia aruana Moore, 1897
- Parthenos sylvia bandana Fruhstorfer
- Parthenos sylvia bellimontis Fruhstorfer, 1899
- Parthenos sylvia borneensis Staudinger, 1889
- Parthenos sylvia brunnea Staudinger, 1888
- Parthenos sylvia couppei Ribbe, 1898
- Parthenos sylvia cyaneus Moore, 1877
- Parthenos sylvia ellina Fruhstorfer, 1899
- Parthenos sylvia gambrisius (Fabricius, 1787)
- Parthenos sylvia guineensis Fruhstorfer, 1899
- Parthenos sylvia joloensis Fruhstorfer, 1899
- Parthenos sylvia lilacinus Butler, 1879
- Parthenos sylvia nodrica (Boisduval, 1832)
- Parthenos sylvia numita Fruhstorfer
- Parthenos sylvia obiana Fruhstorfer, 1904
- Parthenos sylvia pherekrates Fruhstorfer, 1904
- Parthenos sylvia pherekides Fruhstorfer, 1904
- Parthenos sylvia philippinensis Fruhstorfer, 1899
- Parthenos sylvia roepstorfii Moore, 1897
- Parthenos sylvia salentia (Hopffer, 1874)
- Parthenos sylvia silvicola Fruhstorfer, 1897
- Parthenos sylvia sulana Fruhstorfer, 1899
- Parthenos sylvia sumatrensis Fruhstorfer, 1899
- Parthenos sylvia sylla (Donovan, 1798)
- Parthenos sylvia theriotes Fruhstorfer
- Parthenos sylvia thesaurinus Grose-Smith, 1897
- Parthenos sylvia thesaurus Mathew, 1887
- Parthenos sylvia tualensis Fruhstorfer, 1899
- Parthenos sylvia ugiensis Fruhstorfer
- Parthenos sylvia virens Moore, 1877

## Megjelenése
Szárnyainak felső része sárgás, feketén szegélyezett. Az elülső szárnyak vége felé fekete-fehéren csíkozott: teste felől merőlegesen fekete csíkok indulnak ki. Egyes alfajoknál a sárgás rész fehéres-kékes színű. Szárnyainak alulsó része halványabb, de foltozottabb, sárga alapon zöldes és kékes foltokkal és pontokkal. A hernyó világoszöld, testén sok szőrtüskével; oldalain sárgásfehér csíkok húzódnak. A 3. és 12. íz közötti vörösesbarna szőrtüskék vége elágazó. A bábja barna.

## Életmódja
Erdőlakó. Röpte gyors; több szárnycsapás után egy-egy szakaszon siklórepülésre tér át.

## Képek

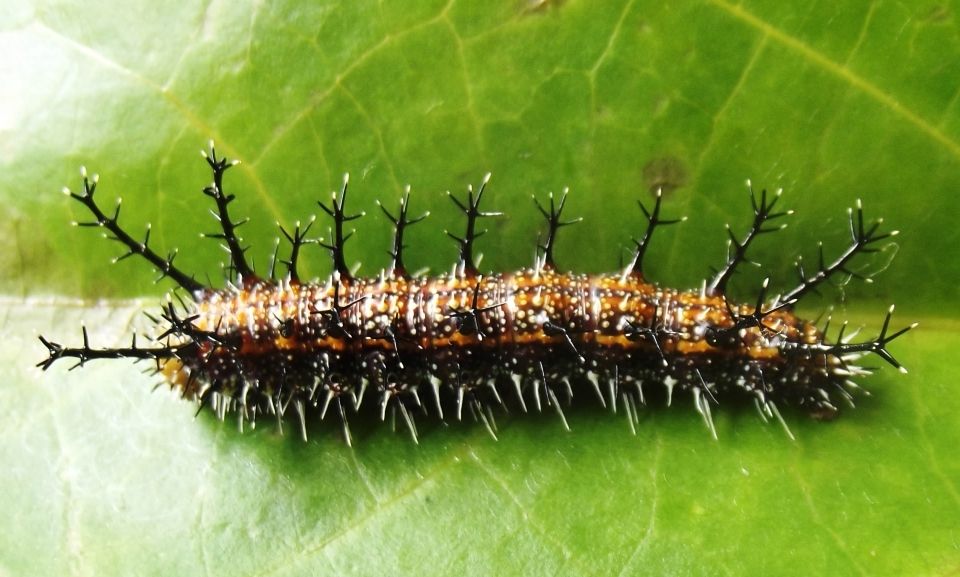
Hernyó,
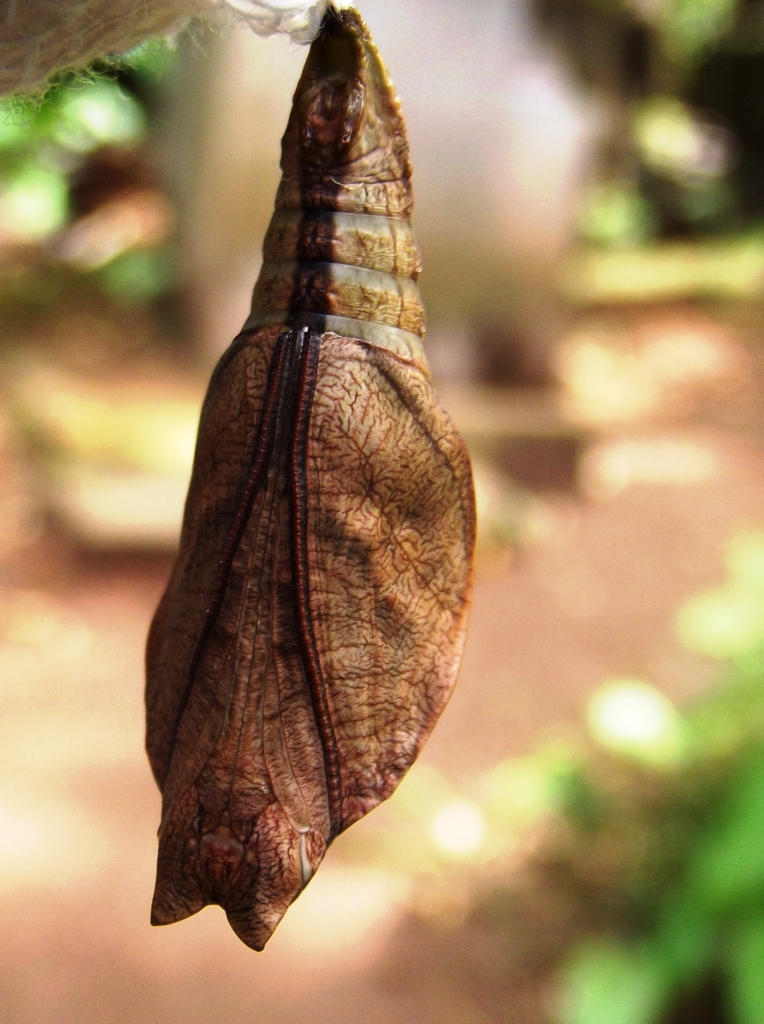
báb és
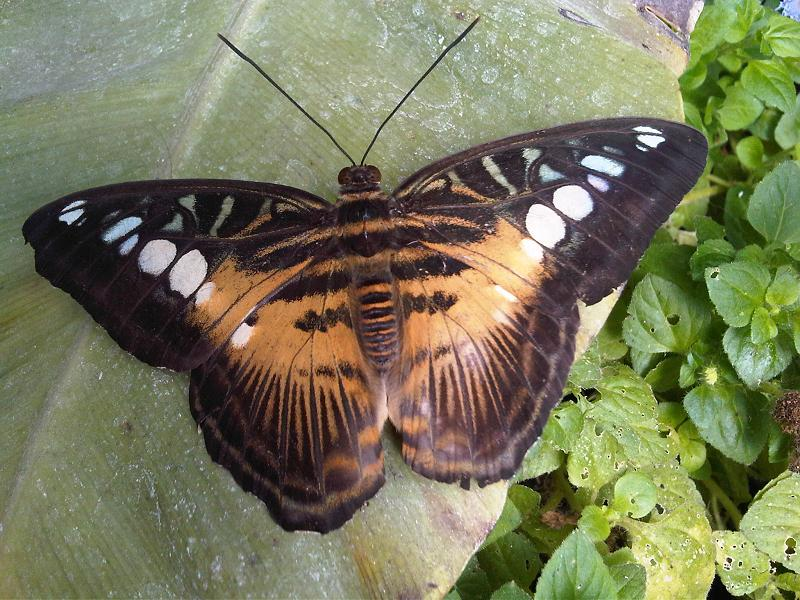
különböző színű
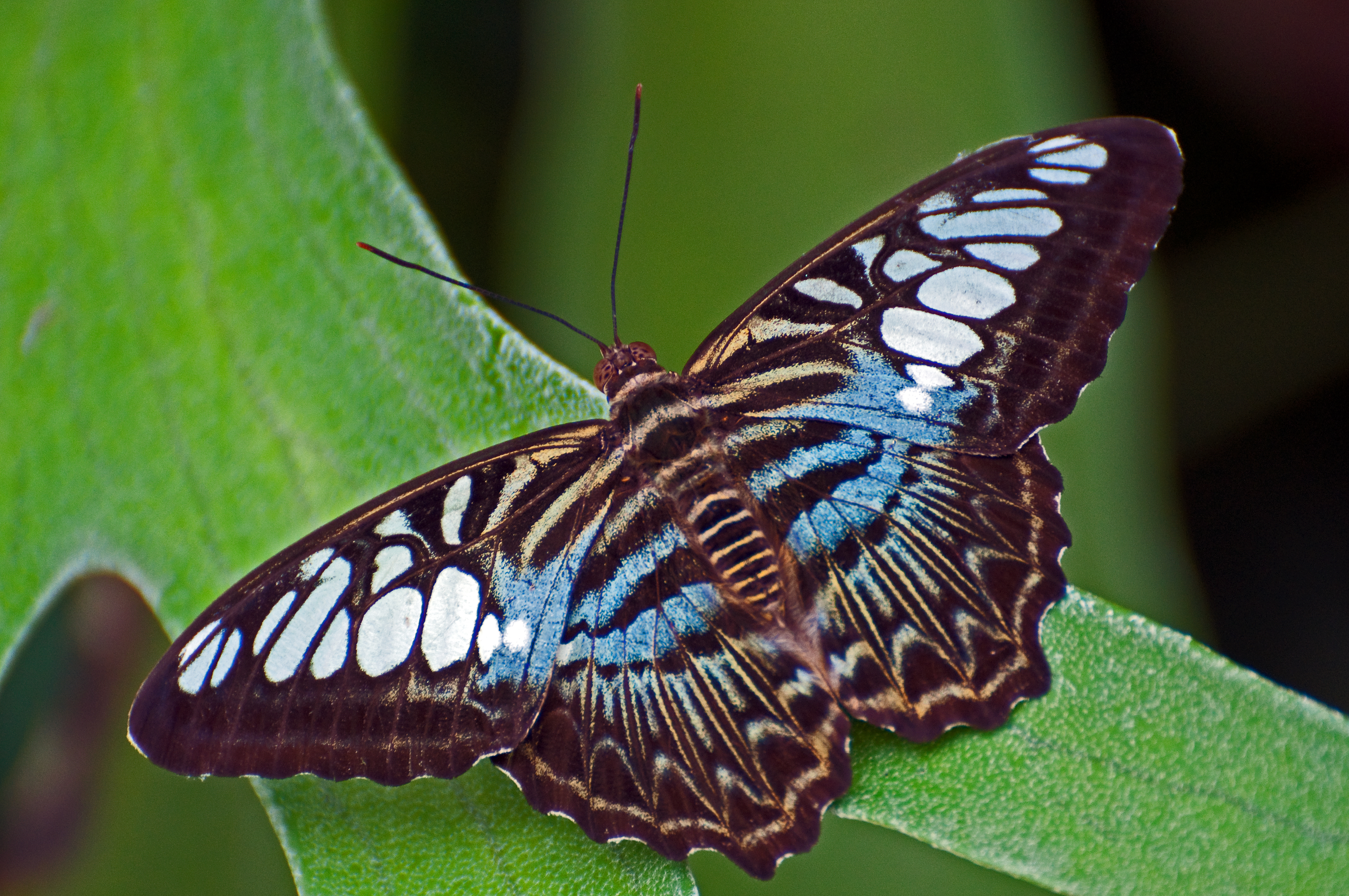
imágók

## Fordítás
- Ez a szócikk részben vagy egészben  a   Parthenos sylvia című angol Wikipédia-szócikk ezen változatának fordításán alapul.  Az eredeti cikk szerkesztőit annak laptörténete sorolja fel. Ez a jelzés csupán a megfogalmazás eredetét és a szerzői jogokat jelzi, nem szolgál a cikkben szereplő információk forrásmegjelöléseként.